# 張涛 (囲碁棋士)
張 涛（チャン・タオ、张涛、ちょう とう、1991年3月23日 - ）は、中国の囲碁棋士。浙江省嘉興出身、中国囲棋協会に所属、七段。CCTV電視快棋戦優勝、三星火災杯ベスト8など。

## 経歴
2004年初段。2006年全国少年児童戦男子少年組優勝。2007年二段。2008年三段、リコー杯新秀戦ベスト8。2010年新人王戦ベスト4。2013年四段、棋聖戦ベスト8、全国囲棋個人戦3位。2014年百霊杯ベスト16。2015年三星火災杯ベスト8。2016年五段。2017年六段、CCTV電視快棋戦で棋戦初優勝、威孚房開杯棋王戦で準優勝。2018年天元戦挑戦者決定戦進出。2019年全国智力運動会大学生個人戦優勝、七段。2021年衢州・爛柯杯ベスト8。
全国智力運動会で2009年に浙江チームで出場し男子団体戦5位、2011年は3位。甲級リーグには2012年から出場。中国棋士ランキング2015年25位。

## タイトル歴
- 浙江平湖当湖十局杯CCTV電視快棋戦 2017年
- 全国智力運動会大学生個人戦 2019年

## 他の棋歴
- 三星火災杯世界囲碁マスターズ ベスト8 2015年（○崔精、×李世乭、○伊田篤史、○朴永訓、×李世乭）
- 威孚房開杯棋王戦 準優勝 2017年
- 全国囲棋個人戦 2013年3位、2014年3位
- 中国囲棋甲級リーグ戦
  - 2012年（浙江建設銀行）6-7
  - 2013年（古井貢酒浙江）5-8
  - 2014年（浙江栄美控股）6-14
  - 2015年（浙江非奥）11-11
  - 2016年（浙江雲林棋禅）1-17
  - 2017年乙級（衢州爛柯）6-2
  - 2018年（浙江昆侖）13-13
  - 2019年（浙江雲林棋禅）8-7
  - 2020年（浙江体彩）7-8
  - 2021年（浙江体彩）